# Walter Scherff
Walter Scherff (ur. 1898, zm. 24 maja 1945), generalmajor, niemiecki oficer wojsk lądowych i historyk wojskowości.
W maju 1942 wyznaczony został przez Adolfa Hitlera do Oberkommando der Wehrmacht by sporządzić historię wojny. Służył w Pancernym Batalionie i był promowanym oberstleutnant w 1939, oberst we wrześniu 1941, generalmajor we wrześniu 1943. Został zraniony 20 lipca 1944 przez bombę w Gierłoży. Był wielbicielem Hitlera. Po niemieckiej kapitulacji zastrzelił się.